# 47. območno poveljstvo Slovenske vojske Ilirska Bistrica
47. območno poveljstvo Slovenske vojske Ilirska Bistrica (kratica: 47. OPSV, okrajšava: 47. OPSV Ilirska Bistrica) je bivše poveljstvo Slovenske vojske v sestavi 4. pokrajinskega poveljstva Slovenske vojske.
Poveljstvo je obsegalo občine: Ilirska Bistrica, Pivka in Postojna.

## Organizacija
1997
- poveljstvo
- vojašnica Postojna
- vojašnica Pivka
- vojašnica Ilirska Bistrica
- osrednje vadbišče Slovenske vojske Postojna
- skladišče Mačkovec pri Postojni
- 44. OKMB